# Resolución 713 del Consejo de Seguridad de las Naciones Unidas
La resolución 713 del Consejo de Seguridad de las Naciones Unidas, adoptada por unanimidad el 25 de septiembre de 1991 después de recibir representantes de una cantidad de Estados miembros y aprobando los esfuerzos de la Comunidad Europea en la región, el Consejo decidió imponer, bajo el Capítulo VII, un embargo de armas a la República Federal Socialista de Yugoslavia en vista del inicio de luchas en el país. La resolución 713 fue la primera resolución concerniente a la separación de Yugoslavia.
En la resolución, el Consejo expresó su completo apoyo a los arreglos y medidas llevadas a cabo por la Comunidad Europea y la OSCE para consolidar un fin a las hostilidades en Yugoslavia, invitando al Secretario General Javier Pérez de Cuéllar, consultando al gobierno yugoslavo, a asistir en el proceso. También hizo un llamado a todos los grupos involucrados a vigilar estrictamente los acuerdos de alto al fuego de septiembre de 1991 e iniciar negociaciones en la Conferencia de Yugoslavia para evitar cometer cualquier acción que pueda aumentar las tensiones en la región.
Observando las hostilidades persistentes, la resolución también implementó un embargo a todos los envíos de armas y equipos militares a Yugoslavia hasta que el Consejo considerara lo contrario, pasando este aspecto de la resolución bajo el Capítulo VII al ver la situación como una amenaza a la paz y seguridad internacional. Además, ya que el Ejército Popular Yugoslavo estaba bajo control desde la capital Belgrado es considerado por algunos que otros países yugoslavos fueron colocados en posiciones inferiores desde que el conflicto continuó. La resolución se aplicaría a todos los estados constituyentes que formaran Yugoslavia, incluso durante su independencia. Sin embargo, Bosnia y Herzegovina respondió declarando que solo se aplicaba a Yugoslavia mientras existiera, y que por lo tanto después de la independencia de sus países constituyentes no tendría efecto.